# Colincamps
 Colincamps  es una población y comuna francesa, en la región de Picardía, departamento de Somme, en el distrito de Amiens y cantón de Acheux-en-Amiénois.

## Demografía
| 135 | 130 | 116 | 106 | 104 | 88 | 90 |
| Para los censos de 1962 a 1999 la población legal corresponde a la población sin duplicidades (Fuente: INSEE [Consultar]) |     |     |     |     |    |    |